# Московська губернія

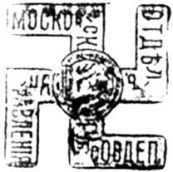
Печатка Московського губернського совєту депутатів РСФСР

Моско́вська губе́рнія (рос. Московская губерния) — адміністративно-територіальна одиниця в Російській імперії 1708–1917 років, Російській республіці 1917 року та РСФСР 1917–1929 років. Адміністративний центр — Москва. Створена 1708 року на основі Московського повіту Московського царства. До 1918 року складалася з 13 повітів, після — з 1 жовтня 1929 року перетворена на Московську область.

## Історія
Московська губернія утворена в 1708 році.
- 1712. Губернія розділена на декілька обер-комендантських провінцій (у 1715–1719 роках іменувалися ландратськими долями), у тому числі Серпуховську, Звенігородську, Каширську, Володимирську, Калузьку, Костромську, Ростовську.
- 1719. Губернія розділена на 9 провінцій: Московська, Переславль-Рязанска, Костромська, Суздальська, Юр'єв-Польська, Владимирська, Переславль-Залєська, Тульська, Калузька. В Московську провінцію входило 16 міст з дистриктами (з 1727 — повітами): Москва, Дмитров, Клин, Руза, Волоколамськ, Можайськ, Царьов-Борисов, Малоярославець, Серпухов, Таруса, Оболенськ, Кашира, Коломна, Звенігород, Верея, Боровськ.
- 1727. До складу Московської губернії передані Углицька і Ростовська провінції Петербузької губернії.
- 1760-ті. Ліквідовуються Борисовський і Оболенський повіти Московської провінції.
- 1770-ті. Боровський, Малоярославський, Таруський повіти відходять до Калузького намісництва, Каширський повіт — до Тульського.
- 1782. У межах Московської провінції організовується нова Московська губернія у складі 15 повітів: Волоколамський, Можайський, Верейський, Подільський, Никітський, Серпуховський, Коломенський, Бронніцкий, Московський, Воскресенський, Клінський, Дмітровський, Звенігородський.
- 1796. Богородський, Бронніцкий, Подільський, Никітський і Воскресенський повіти ліквідовуються.
- 1802. Відновлені Богородський, Бронніцкий і Подільський повіти.
- 1861. Введено волосний поділ.

## Повіти
1. Богородський
2. Бронницький
3. Верейський
4. Волоколамський
5. Дмітровський
6. Звенигородський
7. Клінський
8. Коломенський
9. Можайський
10. Московський
11. Подольський
12. Рузський
13. Серпуховський.

## Губернатори
- Барятинський Іван Федорович (1689—1738) — князь, генерал-лейтенант, генерал-аншеф, гвардії бригадир, головний командир Малоросійського тимчасового Правління гетьманського уряду (з 17 червня по 27 листопада 1736 року та з 30 грудня 1736 по 18 лютого 1738 року).[1] , Сенатор Російської імперії (1730—1738 рр.), Московський генерал-губернатор (1735—1737 рр.)
- Бутурлін Олександр Борисович (1694—1767)  — граф (1760 р.), генерал-фельдмаршал (1756 р,), Смоленський губернатор (1735—1740 рр.), головний командир Малоросійського тимчасового Правління гетьманського уряду (з 1 грудня 1741 р. по 11 червня 1742 рр.), Московський генерал-губернатор (12 грудня 1742—1744 рр. та 9 червня 1762—1763 рр.)[2]

## Населення
За даними перепису 1897 кількість населення становила 2 433 356 осіб. В 1901 було здійснено 19120 шлюбів, народилося 113 860, померло 93 163, природний приріст 20 697 (8,5 на 1000 ос.). До категорії міст відносилося 14 населених пунктів, волостей 166.

## Персоналії
- Барятинський Іван Федорович (1689—1738)  — князь, головний командир Малоросійського тимчасового Правління гетьманського уряду (з 17 червня по 27 листопада 1736 року та з 30 грудня 1736 по 18 лютого 1738 року).[3] , Сенатор Російської імперії (1730—1738 рр.), Московський генерал-губернатор (1735—1737 рр.)
- Головін Микола Миколайович — генеральний значковий Армії Української Держави.
- Губер Борис Олександрович — командир авіаційного загону Армії УНР.